# Acanthocarpus preissii
Acanthocarpus preissii is een soort uit de aspergefamilie (Asparagaceae). Het is een vaste plant die endemisch is in het westen en zuidwesten van West-Australië. De soort wordt aangetroffen in duingebieden langs de westkust en groeit in wit, grijs, rood of bruin zand of in zandsteen of kalksteen.